# Волчин (гмина)
Волчин (пол. Wołczyn) — городско-сельская гмина (волость) в Польше, входит как административная единица в Ключборкский повет, Опольское воеводство. Население — 14 139 человек (на 2011 год).

## Демография
Данные по переписи 2011 года:
| Перепись            | Всего  | Мужчины | Женщины |
| ------------------- | ------ | ------- | ------- |
| Всего               | 14 139 | 6 996   | 7 143   |
| Городское население | 6090   | 2950    | 3140    |
| Сельское население  | 8 049  | 4 046   | 4 003   |

## Сельские округа
1. Бруны
2. Брыница
3. Бжезинки
4. Дучув-Малы
5. Дучув-Вельки
6. Гералцице
7. Коможно
8. Кшивичины
9. Лигота-Волчиньска
10. Маркотув-Малы
11. Маркотув-Дужы
12. Рожнув
13. Скалонги
14. Шум
15. Шимонкув
16. Свиняры-Мале
17. Свиняры-Вельке
18. Вонсице
19. Вежхы
20. Вежбица-Дольна
21. Вежбица-Гурна
22. Шклярня-Шимонковска

## Соседние гмины
1. Гмина Бычина
2. Гмина Домашовице
3. Гмина Ключборк
4. Гмина Мурув
5. Гмина Покуй
6. Гмина Рыхталь
7. Гмина Тшциница